# Podgruň
Podgruň je přírodní památka poblíž obce Staré Hamry v okrese Frýdek-Místek. Oblast spravuje AOPK ČR Správa CHKO Beskydy. Důvodem ochrany jsou vrchovištní louky s výskytem chráněných druhů rostlin.